# Krasimir Radoew
Krasimir Radoew (bg. Красимир Радоев) – bułgarski zapaśnik walczący w stylu klasycznym. Zajął czwarte miejsce na mistrzostwach świata w 1989. Srebrny medalista mistrzostw Europy w 1988; piąty w 1989 i 1993. Mistrz Europy juniorów w 1984 roku.